# Liste des archevêques de Kampala
Liste des archevêques de Kampala
(Archidioecesis Kampalaensis)
Le vicariat apostolique du Nyanza est érigé en 1880, ex nihilo.
Il change de dénomination en 1883 pour devenir le vicariat apostolique du Victoria Nyanza, puis à nouveau le 13 juillet 1894 pour devenir le vicariat apostolique du Victoria Nyanza septentrional, enfin le 15 janvier 1915 pour devenir le vicariat apostolique d'Ouganda.
Ce dernier est érigé en archidiocèse et change de dénomination le 25 mars 1953 pour devenir l'archidiocèse de Rubaga.
Il change une dernière fois de dénomination le 5 août 1966 pour devenir l'archidiocèse de Kampala.

## Sont vicaires apostoliques
- 15 juin 1883-4 décembre 1889 : Léon Livinhac (Léon Antoine Augustin Siméon Livinhac), M. Afr. vicaire apostolique du Victoria-Nyanza.
- 4 décembre 1889-13 juillet 1894 : Jean-Joseph Hirth M. Afr., vicaire apostolique de Victoria-Nyanza.
- 22 janvier 1895-† 14 juillet 1896 : Antonin Guillermain M. Afr., vicaire apostolique de Victoria-Nyanza du Nord et évêque titulaire de Thabraca (de)
- 1er février 1897-2 juin 1933 : Henri Streicher M. Afr., vicaire apostolique de Victoria-Nyanza du Nord, puis vicaire apostolique d'Ouganda (15 janvier 1915). Partage le siège avec le suivant entre 1912 et 1928.
- 12 décembre 1912-15 novembre 1928 : Joseph Ier Sweens (Joseph François Marie Sweens) M. Afr., co-vicaire apostolique de Victoria-Nyanza septentrional avec le précédent. Il garde cette titulature jusqu'en 1928, contrairement au co-vicaire Henri Streicher qui en 1915 prend la titulature de vicaire apostolique d'Ouganda.
- 2 juin 1933-† 18 juin 1945 : Joseph II Michaud M. Afr. (Joseph Georges Édouard Michaud), vicaire apostolique d'Ouganda.
- 18 juin 1945-9 janvier 1947 : siège vacant
- 9 janvier 1947-25 mars 1953 : Louis Cabana (Louis Joseph Cabana) M. Afɾ., vicaire apostolique d'Ouganda.

## Sont archevêques
- 25 mars 1953-20 décembre 1960 : Louis Cabana (Louis Joseph Cabana) M. Afr., promu archevêque de Rubaga.
- 20 décembre 1960- † 22 février 1966 : Joseph III Kiwánuka, archevêque de Rubaga, premier à être d'origine ougandaise.
- 5 août 1966-8 février 1990 : cardinal (24 mai 1976) Emmanuel Ier Nsubuga (Emmanuel Kiwanuka Nsubuga)
- 8 février 1990-19 août 2006 : cardinal (26 novembre 1994) Emmanuel II Wamala
- 19 août 2006-3 avril 2021 : † Cyprian Lwanga (Cyprian Kizito Lwanga)
- depuis le 9 décembre 2021 : Paul Ssemogerere